# Hidrònims de l'antic europeu
|  | No s'ha de confondre amb Preindoeuropeu. |

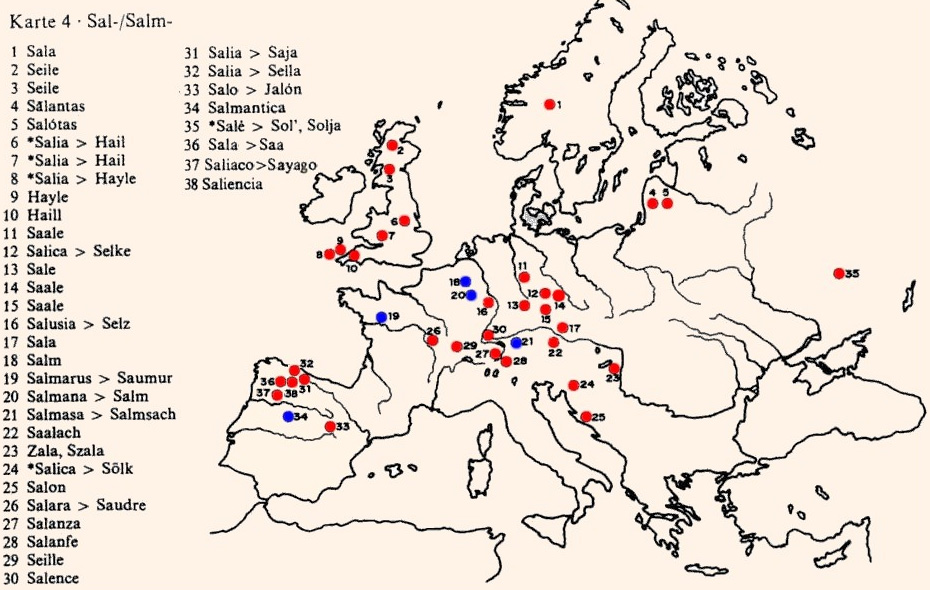
Mapa hidronímic paleoeuropeu per a l'arrel *sal-/*salm-.

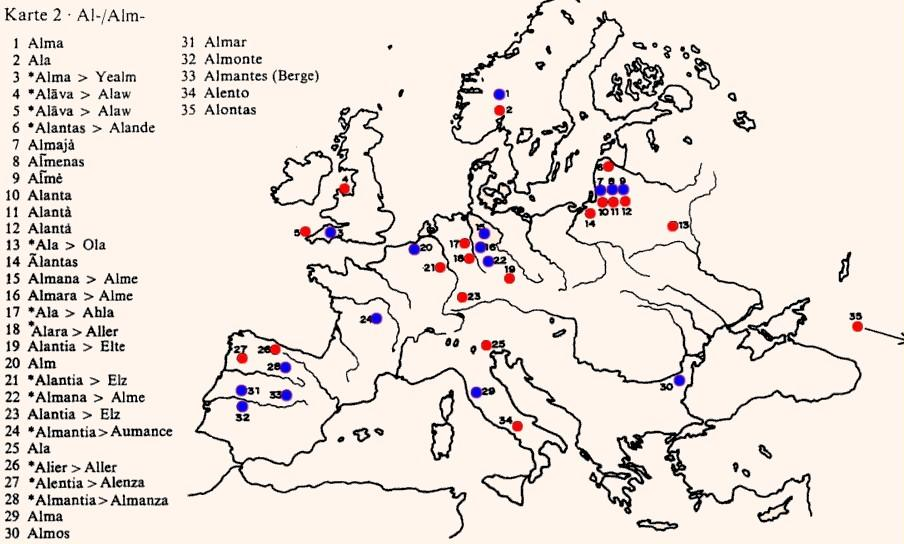
Mapa hidronímic paleoeuropeu per a l'arrel *al-/*alm-.

Els hidrònims de l'antic europeu (en alemany Alteuropäisch, en anglès Old European), fan referència als hidrònims que han quedat en una llengua arcaica (coneguda també com a paleoeuropeu), que és el terme encunyat per Hans Krahe el 1964 per a designar la llengua europea de l'estrat més antic reconstruïda gràcies a la hidronímia existent a l'Europa central i Oriental. Krahe datà aquests hidrònims, pregermànics i precèltics, al segon mil·lenni aC.

## Origen dels hidrònims
Els hidrònims paleoeuropeus es poden trobar al Bàltic i l'Escandinàvia meridional, a Europa central, a França, a les illes Britàniques i a les penínsules Ibèrica i Itàlica. Aquesta àrea està associada a l'expansió dels dialectes indoeuropeus que posteriorment serien « occidentals »: els grups cèltic, itàlic, germànic, bàltic i il·líric. Cal assenyalar que aquests hidrònims són absents als Balcans i a Grècia, així com a parts de l'Europa de l'Est associades al poblament eslau.
Segons Krahe, el nucli geogràfic d'aquesta àrea s'estén des del Bàltic fins a l'altiplà suís i l'alt Danubi al nord dels Alps, passant per la Polònia occidental i Alemanya; Krahe considera que els hidrònims paleoeuropeus del sud de França, Itàlia i Espanya van ser importats posteriorment i varen reemplaçar-hi els substrats « egeu-pelasg » i ibèric, cosa que es correspondria amb les "invasions" dels itàlics, celtes i il·liris a partir dels volts del 1300 aC.
El lingüista alemany Wolfgang P. Schmid va suggerir el 1968 que el « paleoeuropeu » de Krahe no és altra cosa que el protoindoeuropeu, el qual hauria estat, doncs, parlat a l'Europa central, i ho justificà per l'absència d'innovacions comunes significatives de les llengües en qüestió. Tanmateix, aquesta idea és rebutjada per la majoria dels especialistes.
El lingüista alemany Theo Vennemann va suggerir que la llengua dels hidrònims paleoeuropeus era aglutinant i preindoeuropea; Tanmateix, això contradiu la idea comunament acceptada segons la qual els hidrònims són d'origen indoeuropeu i per aquest motiu la seva teoria fou qualificada com a "greument defectuosa". Així, entre les arrels reconstruïdes per Vennemann *iz- « aigua » no sembla pas poder ser identificat amb una arrel originàriament basca i *drava-, *kara-, *pala- o *vara- no són pas arrels protobasques possibles (ja que en basc arcaic no hi ha paraules en dr- o p-, v-, i k- hi és molt restringit). D'altra banda, els nombrosos hidrònims del tipus Isara han estat convenientment analitzats per especialistes de l'indoeuropeu que rebutgen implícitament l'existència d'una arrel *iz a Isara. De fet, Isara a l'origen dels hidrònims Yser, Isar, Isère, Oise, etc. significaria « l'impetuós, el ràpid » car aquest terme evoca immediatament l'indoeuropeu *Isərós [ish-rós] « impetuós, viu, vigorós » que postulen els termes sànscrit isiráh, del mateix significat, grec hieros « sagrat », etc. i descansa sobre una arrel indoeuropea * eis(ə)- i no pas paleoeuropea *iz. De la mateixa manera, la idea d'una arrel paleoeuropea *vara lliga amb l'arrel indoeuropea uōr- (base ur-) > *uār- « aigua » postulada pel sànscrit var, vari, el luvi war-, el nòrdic antic vari, etc. Aquesta arrel ha existit probablement en celta com ho testimonia l'etnònim trèvers (Trēueri) i l'irlandès antic treóir « passar a gual, lloc de pas d'un curs d'aigua », d'un cèltic *trē-uori-.
El filòleg espanyol Francisco Villar Liébana va defensar el 1990 la idea del paleoeuropeu conservat en els hidrònims, i es limità a aquest substrat hidronímic dins la Península Ibèrica com una nova capa indoeuropea sense cap vincle directe amb el lusità. Malgrat tot, la idea de « paleoeuropeu » fou criticada per Untermann el 1999 i De Hoz el 2001.

## Estructura dels hidrònims
Els hidrònims paleoeuropeus estan compostos d'una arrel, d'un o (més rarament) dos sufixos derivatius, i d'un final.
Les arrels més comunes són *al- (« fluir, brollar »), *alb- (« blanc »), *drav-, *kar-, *sal- i *var-. Altres arrels dels rius espanyols estudiades per Javier de Hoz són *ab-, *au-, *dur-, *(e)is- (« ràpid »), *ib-, *nar-, *nau-, *sar-/*sor (« fluir, vessar »), *sauu-/*saua-, *tam-, *w(e)is-.
Com a sufixos derivatius hi ha *-l-, *-m-, *-n-, *-r-, *-s-, *-st-, *-k, *-w- i *-y-. Els finals més habituals són *-a al nord dels Alps, i sovint també*-os a les regions mediterrànies.

## Exemples
Vegeu els mapes inclosos a l'article (dalt de tot a la dreta) per a obtenir exemples d'hidronímia paleoeuropea. Un altre exemple significatiu és l'antic hidrònim Isar, del qual n'hi ha nombroses variants arreu d'Europa:
- Isar > Isar (Baviera)
- Isar > Isèra (Alvèrnia)
- Isar > Jizera (República Txeca)
- Isar > Iseran (Savoia)
- Isar > Yzeron (Roine)
- Isar > IJzer/Yser[11] (Bèlgica)
- Isar > IJssel (Països Baixos). Hi ha diversos rius (i trams) als Països Baixos anomenats IJssel (Yssel). Un d'ells fou anomenat "Isala" a l'època dels romans.
- Isar > Issel (Alemanya)
- Isar > Oise[12] (França), "Isara" per als romans
- Isar > Aire[13] (Yorkshire)
- Isar > Esaro (Itàlia)
- Isar > Ézaro (Galícia)
- Isar > Éssera (Aragó)
- Isar-ko > Eisack/Isarco (Itàlia)
- Isar-na > Isières[14] (Bèlgica)
- Isar-ellum > Izarillo "Izar petit" (Espanya)